# Anna Ladurner Hofer
Anna Ladurner Hofer (* 27. Juli 1765 in Algund; † 6. Dezember 1836 in St. Leonhard in Passeier) war die Frau des Tiroler Freiheitskämpfers und Volkshelden Andreas Hofer.

## Leben
Anna Ladurner wurde als viertes von elf Kindern des Bauern Peter Ladurner und seiner Frau Maria Tschölin geboren. Sie heiratete am 21. Juli 1789 Andreas Nikolaus Hofer, einen Pferde- und Weinwirt. Anna war 24 und Andreas 21 Jahre alt. Andreas Hofer übernahm ein Jahr später das hoch verschuldete Gasthaus am Sandhof in St. Leonhard in Passeier, sein elterliches Erbe. Anna war die Wirtin, die alle Aufgaben im Gasthof übernahm, die hauseigenen Äcker bestellte und sich um die zunehmend größer werdende Schar der Kinder kümmerte, wenn ihr Mann als Kämpfer für Tirol unterwegs war. Sie selbst konnte kaum lesen und schreiben, legte aber Wert auf eine gute Ausbildung auch ihrer Töchter.
Mehrmals besiegte Hofer 1809 als Tiroler Anführer die Franzosen und die Bayern. Dann unterzeichnete Kaiser Franz I.  jedoch den Frieden von Schönbrunn, in dem er auf Tirol verzichtete. In einer letzten Schlacht verloren die Tiroler; auf Hofer und andere Anführer wurde eine Prämie ausgesetzt. Hofer wurde verraten und im Januar 1810 auf der Pfandleralm gefunden und festgenommen. Er wurde von Napoleon zum Tod durch Erschießen verurteilt und am 20. Februar 1810 hingerichtet.
Anna verbrachte die Zeit der Kämpfe 1809 auf dem Sandhof und führte das Gasthaus weiter. Nach der letzten Schlacht jedoch begleitete sie ihren Mann auf die Pfandleralm. Ihre vier Töchter wurden bei Bekannten untergebracht, ihr Sohn war mit auf der Alm, als sie am 27. Januar 1810 verhaftet und nach Meran gebracht wurden. Anna und Sohn Johann  wurden freigelassen und konnten auf den Sandhof zurückkehren. Johann musste seine erfrorenen Füße in einem Militärkrankenhaus behandeln lassen.
Die finanzielle Situation von Anna und ihren Kindern war nach Andreas Hofers Tod aussichtslos, ein Konkursverfahren wurde eröffnet, also reiste Anna kurze Zeit später nach Wien, um beim Kaiser vorzusprechen und Hilfe einzufordern. Sie fiel mit ihrer Passeirer Tracht in Wien als Tirolerin auf und konnte so schnell eine Audienz bei Kaiser Franz I. bekommen, wo sie  eine finanzielle Entschädigung für den Tod ihres Mannes einforderte. Nach zähen Verhandlungen erhielt sie in  der dritten Audienz am 2. September 1810 2000 Gulden in Bancozetteln, 800 Gulden in bar und 500 Gulden jährlich für sie und 200 für jede Tochter. Das vom Kaiser versprochene Adelsdiplom bekam sie 1818, als Napoleon besiegt war.

## Familie
Anna entstammte einer angesehenen Familie von Wein- und Obstbauern. Anna war ebenso wie ihr Mann sehr fromm.
Wie Anna ihren späteren Ehemann kennenlernte, ist nicht bekannt. Das zweite schriftlich überlieferte Ereignis in Annas Leben ist nach ihrer Taufe ihre Vermählung am 21. Juli 1789. Nach drei Jahren wird eine Tochter, Maria Gertraud, geboren, stirbt aber schnell. Dann folgen ein Sohn, Johann Stephan, und fünf Töchter, Maria Kreszenz, Rosa Anna, Anna Gertraud, Gertraud Juliana und als letzte 1808 Kreszenz Margareth, die jedoch ebenfalls im Kleinkindalter stirbt.
Anna lebte bis zum Ende ihres Lebens auf dem Sandhof, wo viele Touristen und Anhänger ihres Mannes sie besuchten und ehrten. In wenigen Jahren vor ihrem eigenen Tod 1836 starben alle ihre vier Töchter. Ihr letzter männlicher Nachkomme, Leopold von Hofer, starb 1921 kinderlos. Es gibt jedoch eine Vielzahl von Nachkommen ihrer vier das Erwachsenenalter erlebenden Töchter.

## Filme
- 1929: Andreas Hofer (Stummfilm, Regie: Hans Prechtl)
- 2002: Andreas Hofer – Die Freiheit des Adlers (Regie: Xaver Schwarzenberger)
- 2010: Bergblut (Regie: Philipp J. Pamer)